# ジェルマーニョ
ジェルマーニョ（伊: Germagno）は、イタリア共和国ピエモンテ州ヴェルバーノ・クジオ・オッソラ県にある、人口約200人の基礎自治体（コムーネ）。

## 地理

### 位置・広がり
| 隣接するコムーネは以下の通り。 - カザーレ・コルテ・チェッロ - ロレーリア - オメーニャ - クアルナ・ソプラ |